# Arnoaldo
Arnoaldo, também chamado Arnaldo (c. 560 † 611), foi o 25.º bispo de Métis de 601 ou de 603 a 611.

## Biografia
Há poucas informações disponíveis sobre esta figura na documentação coeva. Ele é referido num documento do ano de 616, num testamento de São Bertrand, bispo de Mans, que o despreza e não menciona a sua qualidade de bispo: com o seu tio Zé, Arnaldo teria usurpado propriedades pertencente à diocese de Mans.

Por volta de 783, Paulo, o Diácono, conta no Liber de Episcopis Mettensibus, que: 
Agiulfo, de quem se diz que o pai era membro de uma família muito nobre de senadores e a mãe uma filha do rei Clodoveu. Depois dele, veio o seu sobrinho Arnaldo. A ele sucede-lhe Papolus. Arnoulfo de uma muito muito nobre e poderosa familia franca, gerou dois filhos num matrimónio legítimo:  Anchise e Clodulfo.
A partir do século XIII, surge uma tradição que se dá como o fundador da Abadia de Santo Arnaldo de Merkingen. As terras que eram do domínio da Abadia foram vendidos pelo rei da Austrasia, Teodeberto II, ao fundador da Abadia. Atualmente, esta zona é um quarteirão da Starbücks: St Arnualer Markt.